# 穆昂
穆昂（法語：Mouen，法語發音：[mwɑ̃] ⓘ）是法国卡尔瓦多斯省的一个市镇，属于卡昂区。

## 地理
穆昂（49°8'53"N, 0°29'1"W）面积4.16 平方千米，位于法国诺曼底大区卡爾瓦多斯省，该省份为法国西北部沿海省份，北濒大西洋英吉利海峡，东北与滨海塞纳省以海上边界相接，东临厄尔省，南至奧恩省，西与芒什省接壤。
与穆昂接壤的市镇（或旧市镇、城区）包括：奥东河畔巴龙、方丹埃图普富尔、蒙德兰维尔、奥东河畔图维尔、韦尔松、蒂和米。

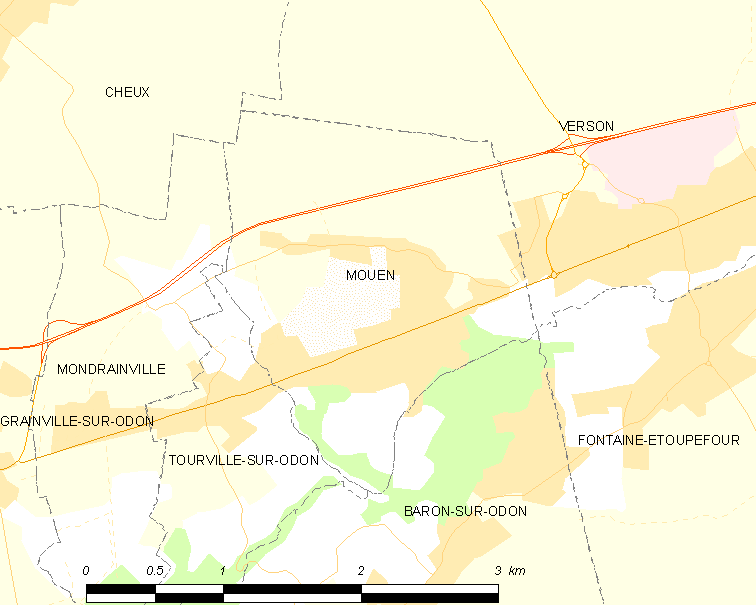
穆昂的OSM定位图

穆昂的时区为UTC+01:00、UTC+02:00（夏令时）。

## 行政
穆昂的邮政编码为14790，INSEE市镇编码为14454。

## 政治
穆昂所属的省级选区为卡昂第一县。

## 人口

1962-2008年间穆昂人口变化图示

穆昂于2022年1月1日时的人口数量为1779人。